# Кућа породице Костић
Кућа породице Костић у Врању, налази се у улици Вула Антића 1. Породична кућа покојног Славољуба и Марије Костић, познатих врањских лекара као и њихових потомака.

## Историјат куће
Ово здање сазидао је 1907. године Тома Зафировић, богати кројач и народни посланик. О томе сведочи монограм бившег власника у гипсаном амблему.
После смрти Томе Зафировића, кућу је давне 1933. године купио Лазар Костић звани Влашче, трговац на велико, гросиста, иначе отац Славољуба Костића. 
Чудан сплет околности и судбоносни догађаји су допринели да се породица врло касно после тридесетих година усели у свој дом. То су била ратна догађања, која увек доносе несрећу.

### Архитектура куће
Кућа се издваја репрезентативношћу архитектонске композиције. Детаљи, декоративни елементи класичног стила су са истанчаним укусом и доприносе импресивности тога здања. Ово је једна од најлепших кућа на углу, испред велике раскрснице у центру Врања, на завијутку двеју улица. То су улице некадашње Краљице Марије (данас Улица Жикице Јовановића Шпанца и Вула Антића, којој званично припада). Кровна конструкција са четвртастим кубетима на кровним терасама, доприноси монументалности објекта.Здање има полукружне и троугласте допрозорне тимпаноне, високи сокл - цоклу. Такође ова кућа поседује раскошну металну капију као чипком саздану. Улазна врата су богата детаљима, изнад њих је канделабар, симбол гламура старих објеката. 
Такође, осим монограма TЗ, Томе Зафировића градитеља куће, постоји и детаљ.То су велике металне маказе на здању, јер ју је сазидао кроја..
Кућа је под заштитом државе и споменик културе.